# 星野円
星野 円（ほしの まどか）は、日本の元漫画家、YouTuber。

## 概要
- 以前は個人の同人誌サークルである「M&M」にて星野円名義で主に艦隊これくしょんやオリジナルの同人誌を発行するかたわら、並行して北斗の拳同人誌サークルである「お嬢の浴室」の作画を担当していた。「お嬢の浴室」ではAYA（あや）名義で活動しており、北斗の拳のキャラクターが様々なアニメなどの登場人物の格好をして“暴れる”ギャグパロディ作品を発表していた。
- コミックマーケット89を最後に子育てを理由に「お嬢の浴室」からは離れており、現在は別の方が作画を担当している。
- 現在は同人活動のかたわら「元漫画家のユーチューバー」として、イラストの描き方や色の塗り方等のレクチャー動画を中心に活動している。しかし「お嬢の浴室」には戻っていない。
- Pixivにも二次創作イラストなどを掲載しているが、「北斗の拳のキャラクターが美少女キャラクターのコスプレをする」というコンセプトのイラストのインパクトが強いことから、北斗の拳絡みのイラストが掲載されると、「いつものAYA」「またAYAか」とタグが付けられてしまう。
- もっともPixivに掲載されるイラストの多くは北斗の拳絡みではない少女漫画風の絵柄なのだが、あまりに北斗の拳絡みの絵柄のインパクトが強すぎるため、その様な絵柄のイラストが投稿されると「きれいなAYA」と言うタグをつけられてしまう。

## 作品リスト

### 連載
- 死神のキョウ（原作：魁、『月刊ComicREX』2010年11・12月合併号[1] - 2012年6月号、全3巻） - コミカライズ
- マテリアルゴースト（原作：葵せきな、『月刊ドラゴンエイジ』2011年5月号[2] - 2012年4月号、全2巻） - コミカライズ
- さばげの。（『月刊コンプエース』） - 不定期掲載
- PRECIOUS STONE －プレシャス・ストーン－（原作：清水佳代子、『月刊コミックガム』2013年4月号[3] - 2013年8月号[4]、全1巻） - コミカライズ
- えくすぷろ〜ど∞（原作：中山文十郎、『チャンピオンREDいちご』2014年Vol.42[5] - 2014年Vol.45（休刊号[6]）、全1巻） - コミカライズ

### アンソロジー
- これっくすVol.7（コミックマーケット80一迅社ブースで販売[7]）
- フォトカノ Omnibus Album（2012年7月25日発売[8]、エンターブレイン）
- 4コマ公式アンソロジー とある科学の超電磁砲×とある魔術の禁書目録 3（2013年3月発売）
- 艦隊これくしょん‐艦これ‐鎮守府生活のすゝめ Vol.1（2013年9月30日発売[9]、エンターブレイン）